# Macroteleia orithyla
Macroteleia orithyla är en stekelart som beskrevs av Nixon 1931. Macroteleia orithyla ingår i släktet Macroteleia och familjen Scelionidae. Inga underarter finns listade i Catalogue of Life.